# Clayton Blackmore
Clayton Graham Blackmore (* 23. September 1964 in Neath) ist ein ehemaliger walisischer Fußballspieler. Der 39-fache Nationalspieler war vor allem als langjähriger Akteur von Manchester United bekannt. Dort gewann er zu Beginn der 1990er Jahre den englischen Pokal (1990), den Europapokal der Pokalsieger (1991) sowie zuletzt die englische Meisterschaft (1993). Dabei wurde seine Vielseitigkeit auf den verschiedenen Abwehrpositionen und im Mittelfeld geschätzt, bevor er 1994 der Neuausrichtung von Trainer Alex Ferguson hin zu einer jungen Spielergeneration zum Opfer fiel und zum FC Middlesbrough wechselte.

## Sportlicher Werdegang

### Vereinskarriere

#### Manchester United (1982–1994)
Vor dem Beginn seiner Fußballerlaufbahn hatte Blackmore in jungen Jahren auch Rugby gespielt und in seiner Heimatstadt für den Neath RFC Probetrainingseinheiten absolviert. Er entschied sich jedoch für das runde Leder und zog mit nur 14 Jahren ins ferne Manchester. Dort durchlief er bei Manchester United die Nachwuchsabteilungen, bis er 1982 mit der Jugendmannschaft von „United“ im Endspiel des FA Youth Cup stand. Dort unterlag er nach Hin- und Rückspiel mit insgesamt 6:7 Toren dem FC Watford.
Sein Debüt in der höchsten englischen Liga absolvierte Blackmore unter dem damaligen Trainer Ron Atkinson auf der Außenverteidigerposition am 16. Mai 1984 – dem letzten Spieltag der Saison 1983/84 – bei Nottingham Forest (0:2). Auf weitere Einsätze in der Stammformation musste er jedoch fortan geduldig warten und so war sein erneuter Ligaauftritt in Nottingham am 8. Dezember 1984 (2:3) sein einziger in der Spielzeit 1984/85. Auch am FA-Cup-Erfolg des Vereins hatte er keinen Anteil und wurde zu keinem Zeitpunkt des Wettbewerbs eingesetzt – ungeachtet dessen wurde er im Juni 1985 walisischer A-Nationalspieler. Erst in der Saison 1985/86 baute Atkinson Blackmore häufiger in seine Formationen ein und bei seinen insgesamt zwölf Ligaeinsätzen, die vor allem zum Jahreswechsel und gegen Ende der Runde stattfanden, schoss der vielseitig in Abwehr, Mittelfeld und Sturm eingesetzte Waliser sogar drei Tore. Auch in den folgenden Jahren unter Alex Ferguson, der im November 1986 das Traineramt übernommen hatte, verdankte Blackmore die sporadischen Einsätze seinen Allround-Fähigkeiten, konnte sich aber gleichzeitig nie dauerhaft für einen Stammplatz empfehlen. Dabei hatte er zunächst einen Platz im rechten Mittelfeld innegehabt, diesen nach den ersten vier durchwachsenen Ligapartien unter Fergusons Regie aber wieder verloren. Vielmehr agierte er in der Saison 1987/88 auf den verschiedensten Abwehrpositionen, dabei gleichsam als rechter wie linker Außenverteidiger sowie im Abwehrzentrum. An seinem wechselhaften Status änderte sich auch in den folgenden zwei Jahren wenig und die Mannschaft fand sich in der Liga zumeist im Mittelfeld wieder. Zu Beginn des neuen Jahrzehnts gewann Blackmore mit dem Team dann in den Pokalwettbewerben seine ersten Titel. Erste Trophäe in seiner Sammlung war 1990 der FA Cup. Hier wechselte ihn Ferguson im Finale gegen Crystal Palace kurz vor Ende der regulären Spielzeit ein und nach absolvierter Verlängerung, die mit einem 3:3-Gesamtergebnis endete, siegte Manchester United im Wiederholungsspiel (jedoch ohne Blackmore) mit 1:0.
Knapp ein Jahr später stand er in der Finalelf im Ligapokal gegen Sheffield Wednesday, das mit 0:1 verloren ging. Dieser Enttäuschung folgte jedoch schnell ein sportlicher Höhepunkt, als Blackmore Mitte Mai 1991 mit seinen Mannen im Rotterdamer De Kuip dem FC Barcelona im Finale des Europapokals der Pokalsieger gegenüberstand. An dem sportlich wohl bedeutsamsten Abend in Blackmores Karriere trug dieser eine solide Leistung zum 2:1-Sieg bei und noch Jahre später verbanden die Anhänger von Manchester United seinen Namen mit einer Rettungsaktion kurz vor Spielende, als Blackmore eine große Chance von Michael Laudrup auf der eigenen Torlinie neutralisierte. Als in der Saison 1991/92 mit Paul Parker ein neuer Rechtsverteidiger zum Klub stieß und Denis Irwin von rechts auf die linke Seite gezogen und zudem die alternativen Außenpositionen im Mittelfeld zunehmend von den jungen Talenten Lee Sharpe und Ryan Giggs belegt wurden, verschlechterten sich Blackmores Perspektiven aber weiter. Dessen ungeachtet kam er auf dem Weg zum Gewinn der Vizemeisterschaft auf 33 Ligaspiele, davon waren jedoch 14 nur per Einwechslung. Auch beim Gewinn des Ligapokals 1992 war sein Beitrag auf die frühen Runden beschränkt und nach immerhin fünf Einsätzen blieb er ab dem Semifinale außen vor.
Zum Gewinn des Premier-League-Titels 1993 trug er schließlich 14 Ligaspiele bei, was ausreichend zum Erhalt einer offiziellen Meistermedaille war, aber nicht darüber hinweg täuschte, dass Blackmores Zeit in Manchester ablief. Ohne in der Saison 1993/94 in der ersten Mannschaft noch einmal gespielt zu haben, wechselte er schließlich ablösefrei zum FC Middlesbrough in die zweite Liga, wo sein ehemaliger Mitspieler Bryan Robson gerade erstmals ein Traineramt angenommen hatte.

#### FC Middlesbrough (1994–1999)
Blackmore war am ersten Spieltag der Saison 1994/95 einer von fünf Debütanten des neu formierten FC Middlesbrough, der sich rasch zum Aufstiegsaspiranten entwickelte und letztlich die Zweitligameisterschaft gewann und in die Premier League aufstieg. Der walisische Neuling war dabei sowohl in der Abwehr als auch im Mittelfeld aufgrund seiner Erfahrung ein wichtiger Schlüsselspieler. Dies änderte sich jedoch im folgenden Erstligajahr, als Blackmores Einsatzmöglichkeiten beschränkt blieben und dieser nur während einer Verletzungsmisere im Januar und Februar 1996 zum Zuge kam. Erst nach einer Ausleihphase beim Drittligisten Bristol City zwischen November und Dezember 1996 fand er wieder zurück in die Stammformation von „Boro“. Seine überzeugenden Leistungen im Mittelfeld im Mittelfeld auf beiden Außenseiten sowie spektakuläre Szenen wie ein Weitschusstor gegen den FC Everton sorgten sogar dafür, dass er sein Comeback in der walisischen Nationalmannschaft feierte. Er stand in beiden heimischen Pokalwettbewerben im Endspiel, verlor jedoch beide – im Ligapokal gegen Leicester City (0:1 im Wiederholungsspiel) sowie im FA Cup gegen den FC Chelsea (0:2). Enttäuschend war dazu der Abstieg 1997 aus der Premier League und beim letztlich erfolgreichen Wiederaufstieg im folgenden Jahr spielte Blackmore mit gerade einmal zwei Einsätzen nur noch eine marginale Rolle.
Auch in seiner letzten Saison 1998/99 war Blackmore beim FC Middlesbrough kein entscheidender Faktor mehr, bestritt lediglich noch ein einziges Ligapokalspiel und war ab Ende Februar bis Mitte Juli 1999 beim Zweitligisten FC Barnsley aktiv. Für Barnsley hatte gesprochen, dass er dort mit John Hendrie und Craig Hignett auf zwei alte Weggefährten aus Middlesbrough traf. Im Sommer 1999 verließ Blackmore aber auch den FC Barnsley wieder und heuerte stattdessen beim Viertligisten Notts County an.

#### Letzte Stationen (1999–2009)
Zumeist auf der linken Seite demonstrierte Blackmore in Nottingham mit Zweikampfstärke und technischen Fertigkeiten zunächst einige gute Leistungen, bevor er in der zweiten Saisonhälfte sukzessive ins zweite Glied zurückfiel und im Sommer 2000 wieder freigestellt wurde. Es war Blackmores letzte größere Station im Profifußball, denen aber bis 2009 noch eine Reihe von Vereinen im semiprofessionellen Bereich folgten. Zunächst schloss er sich im Juni 2000 im Großraum Manchester dem niederklassigen Klub Leigh RMI an, nur um kurze Zeit später in seine walisische Heimat zurückzukehren und dort für Bangor City aufzulaufen. Hier spielte er sogar noch bis deutlich nach seinem 40. Geburtstag aktiv weiter und diente dem Klub gleichzeitig bis zu seinem Rücktritt im November 2006 als Trainer. Auch seinem anschließenden Arbeitgeber FC Porthmadog stand er im späteren Verlauf als Spielertrainer zur Verfügung, bevor bei seinem Heimatklub Neath AFC er bis 2009 seine Laufbahn ausklingen ließ.
Blackmore kehrte anschließend an seine alte Wirkungsstätte in Manchester zurück und übernahm bei „United“ einen Posten als Jugendtrainer.

### Walisische Nationalmannschaft
Am 26. Februar 1985 debütierte Blackmore, der zuvor nur zwei Profiligaspiele für Manchester United bestritten hatte, in einem Freundschaftsspiel gegen Norwegen (1:1) in der walisischen A-Nationalmannschaft, die damals von Mike England trainiert wurde. Unter England, wie später bis April 1993 auch unter Terry Yorath war er fortan im Kader eine feste Größe und sammelte in dieser Zeit 37 Länderspiele an, wenngleich die großen Erfolge ausblieben und er sich mit Wales für kein WM- oder EM-Endrundenturnier qualifizieren konnte. Nach dem faktischen Ende seiner Zeit in Manchester ab der Saison 1993/94 blieb Blackmore auch in der Nationalmannschaft außen vor und musste nach einer Einwechslung im April 1994 fast drei Jahre warten. Erst als er beim FC Middlesbrough in der Spielzeit 1996/97 seinen „zweiten Frühling“ erlebte, nominierte ihn Bobby Gould wieder für ein WM-Qualifikationsspiel gegen die Niederlande. Sein 39. und gleichzeitig letztes Länderspiel bestritt er dann am 29. März 1997 gegen Belgien (1:2).

## Titel/Auszeichnungen
- Europapokal der Pokalsieger (1): 1991
- UEFA Super Cup (1): 1991
- Englische Meisterschaft (1): 1993
- Englischer Pokal (1): 1990
- Charity Shield (1): 1990 (geteilt)